# Tężnie w Ciechocinku
Tężnie w Ciechocinku – zespół trzech tężni solankowych, wzniesionych w XIX wieku w Ciechocinku, w województwie kujawsko-pomorskim. Jest to największa tego typu drewniana konstrukcja w Europie. Zespół tężni i warzelni soli wraz z parkami Tężniowym i Zdrojowym stanowi Pomnik Historii.

## Historia
Ciechocińskie tężnie zostały zaprojektowane przez profesora Akademii Górniczej w Kielcach Jakuba Graffa, w oparciu o źródła solanki odkryte tu jeszcze w drugiej połowie XVIII wieku, chociaż miejscowa ludność wydobyciem i warzeniem soli zajmowała się już w XIII wieku na mocy zezwoleń danych przez Konrada I mazowieckiego.
Tężnia numer I o długości 648 metrów, pojemności 5000–5800 m³ i tężnia numer II o długości 719 metrów, pojemności ok. 6000–6300 m³ zbudowane zostały w latach 1824–1828, tężnia numer III o długości 333 metrów, pojemności ok. 2900 m³ powstała w 1859. Podstawę tężni stanowią wbite w ziemię dębowe pale w liczbie około 7000, na których spoczywa wanna o szerokości 9 m i głębokości 1 m. Nad nią znajduje się drewniana konstrukcja świerkowo-sosnowa o wysokości 13 metrów na jarzmach wypełniona tarniną, po której spływa solanka. Tężnie ustawione są w kształcie podkowy o łącznej długości 1741,5 metrów i każda o wysokości 15,8 metrów. Solanka o stężeniu 5,8% pompowana jest ze źródła nr 11 (tzw. fontanna Grzybek) z głębokości 414,58 m i wtłaczana na szczyt tężni do specjalnych korytek. Dalej solanka przesączająca się po ścianach tężni po tarninie spływa do wanny. Pod wpływem wiatru i słońca paruje, tworząc mikroklimat obfitujący w jod, sód, chlor, brom, dzięki czemu powstało tu naturalne, lecznicze inhalatorium.
Tężnie stanowią drugi etap w procesie produkcji soli, gdzie następuje stopniowe zwiększanie stężenia solanki. Najmniejsze stężenie jest na tężni nr I (9%), większe na tężni nr III (16%) a największe na tężni nr II (30%), stąd solanka rurociągami płynie do warzelni soli (trzeci etap produkcji soli) gdzie produkowana jest sól, szlam i ług leczniczy. Pierwszym etapem w procesie produkcji soli jest pompowanie solanki ze źródła nr 11 "fontanna Grzybek". Tężnie działają również niczym gigantyczny filtr powietrza. W 1996 roku w szlamie i soli z tężni w Ciechocinku wykryto radioaktywne izotopy cezu (Cs-134 i Cs-137) pochodzące z katastrofy elektrowni jądrowej w Czarnobylu (1986), jednak ich stężenie w tych produktach nie stanowiło zagrożenia dla zdrowia ludzi.
W 2017 r. zespół tężni i warzelni soli wraz z parkami Tężniowym i Zdrojowym został wpisany na listę Pomników Historii.
W 2019 Uzdrowisko Ciechocinek pozyskało z funduszy europejskich 15 mln zł na renowację tężni (całkowity koszt zadania: 21,6 mln zł). Projekt „Modernizacja i rozbudowa infrastruktury zespołu tężni w Ciechocinku” objął remont tężni nr 1 (wymiana tarniny), tężni nr 3 (remont generalny: wymiana elementów konstrukcyjnych i wzmocnienie fundamentów) oraz budynku przepompowni solanki, a także ścieżek oraz terenu przy tężniach i przepompowni. Przeprowadzone zostaną również prace ogrodnicze terenów zielonych oraz zainstalowana zostanie instalacja do podświetlania tężni w porze nocnej. Prace, przewidziane na okres marzec 2020 – grudzień 2021, rozpoczęto od tężni nr 3. Do remontu tężni nr 1 przystąpiono we wrześniu 2020.

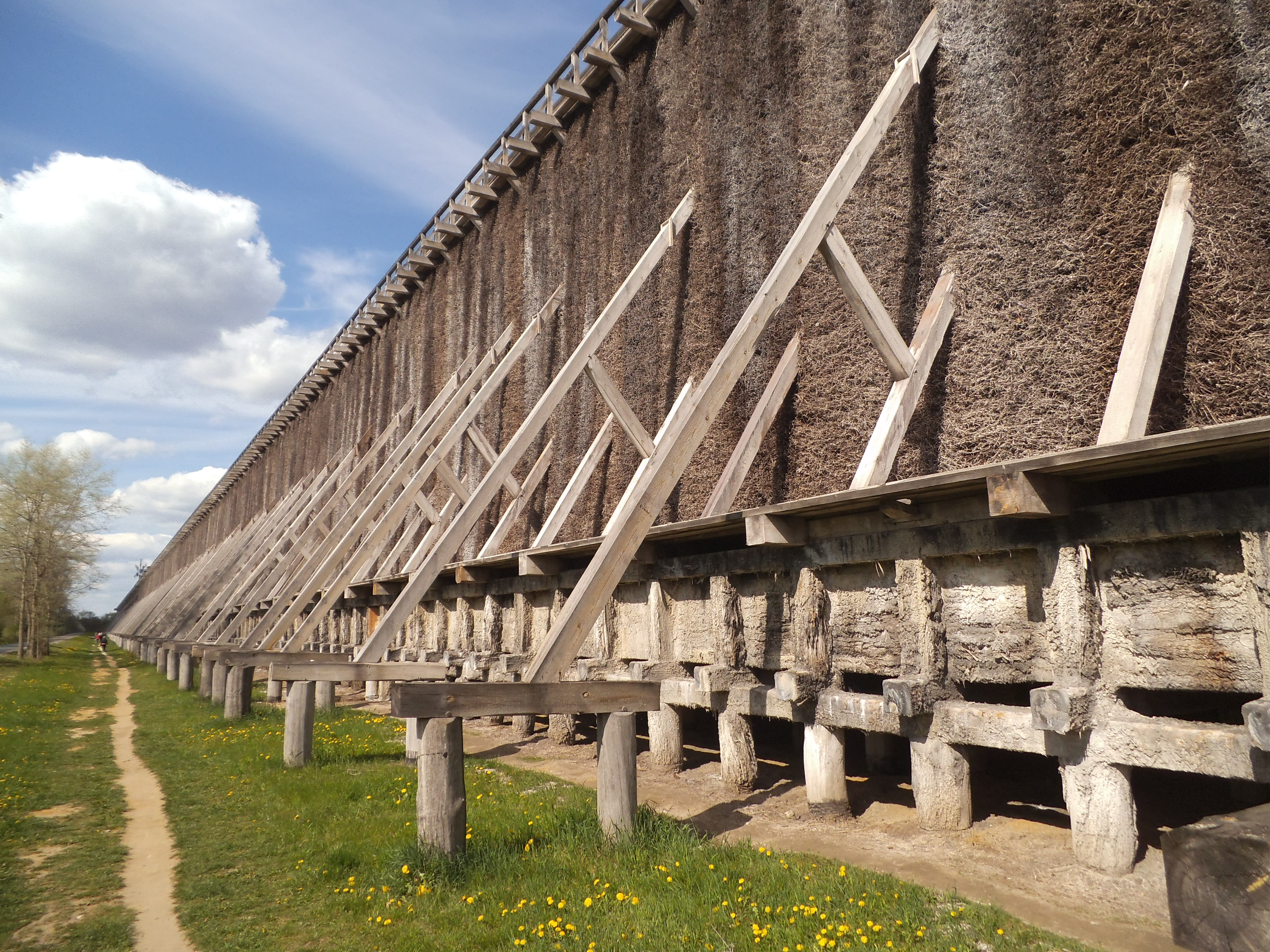
Tężnia nr II
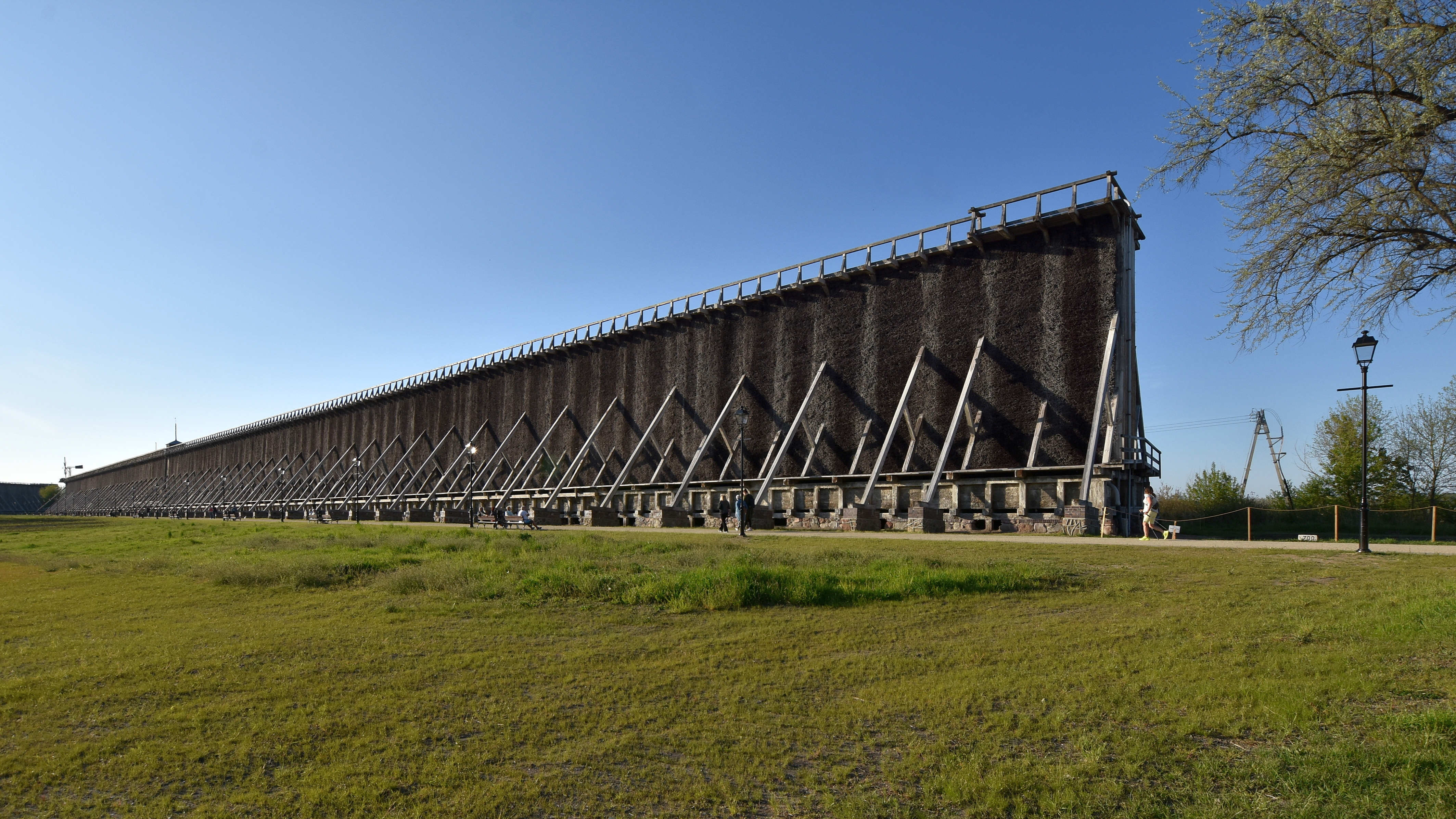
Tężnia nr III
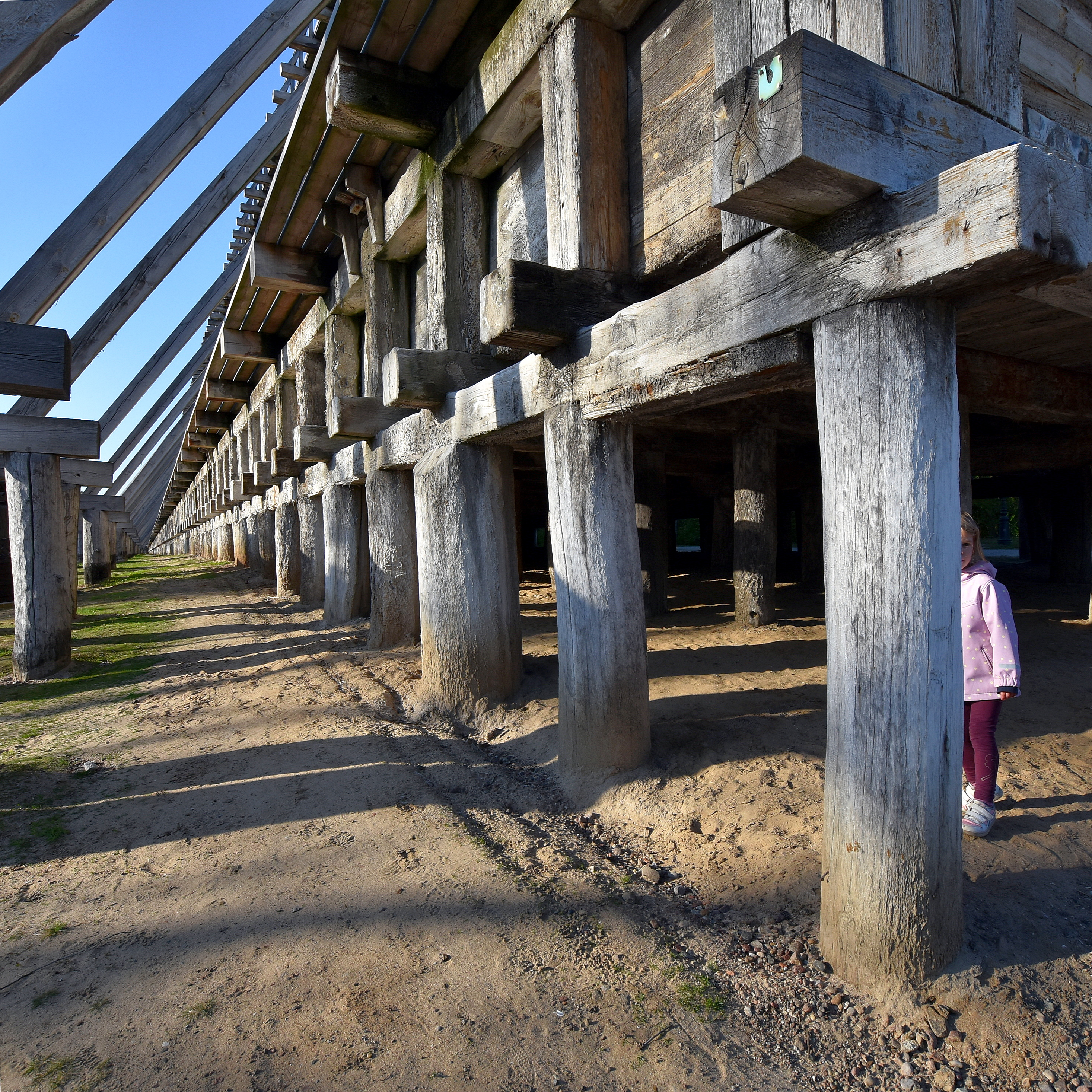
Fragment Tężni nr I